# Aurel, Vaucluse
Aurel este o comună în departamentul Vaucluse din sud-estul Franței. În 2009 avea o populație de 184 de locuitori.

## Evoluția populației
| An        | 1975 | 1982 | 1990 | 1999 | 2006 | 2009 |
| --------- | ---- | ---- | ---- | ---- | ---- | ---- |
| Populație | 113  | 126  | 128  | 156  | 178  | 184  |